# Adolf Szyszko-Bohusz
Adolf Szyszko-Bohusz (Narva, 1 de septiembre de 1883 - Cracovia, 1 de octubre de 1948) fue un arquitecto y conservador de monumentos polaco. Se convirtió en un destacado representante del historicismo y el modernismo en Polonia.

## Biografía
Nació el 1 de septiembre de 1883 en Narva, Imperio ruso (actual Estonia); fue hijo de Polikarp Szyszko-Bohusz y Marcelina (de soltera Rząśnicka).
Entre 1902 y 1909 estudió en San Petersburgo, más tarde también en Austria y Alemania. En 1910, comenzó a dar conferencias en la Universidad Jaguelónica y en la Academia de Bellas Artes Jan Matejko en Cracovia. En 1912 se trasladó a Leópolis, para dar clases en el Politécnico de Leópolis, donde permaneció hasta 1916.
A su regreso a Cracovia, se le asignó el puesto de director del equipo de renovación del Castillo de Wawel. Gracias a sus esfuerzos, se remodelaron y renovaron varios edificios y salas del castillo. En los años 1935-1938 realizó trabajos de restauración en la parte occidental de la catedral. Fue en esa época que en la Cripta de San Leonardo se encontró la tumba del obispo Mauro (fallecido en 1118), así como varios fragmentos de los muros de la catedral románica y rastros de su secuencia de transformaciones. Creó el sarcófago de Juliusz Słowacki y ayudó con la creación de la cripta de Józef Piłsudski.
En 1920, se convirtió en director del Departamento de Arquitectura Antigua de la Academia de Bellas Artes y dos años más tarde se convirtió en rector de la universidad. Entre 1932 y 1939 fue director del Departamento de Arquitectura de la Universidad Tecnológica de Varsovia.
Szyszko-Bohusz también fue un arquitecto de renombre, diseñó su propia villa familiar en Przegorzały, la oficina monumental de la sucursal de Cracovia de PKO Bank Polski (1924) y varios otros edificios en Cracovia. Diseñó el castillo del presidente de Polonia en la ciudad de Wisla y la casa de la salud en Zakopane. Además, fue editor de la revista mensual, Architekt.
Durante la Segunda Guerra Mundial, con permiso del Ejército Nacional, trabajó en un estudio de arquitectura privado alemán, y en 1945 volvió a su puesto en el Castillo de Wawel. En el mismo año, cocreó el Departamento de Arquitectura de la Universidad de Ciencia y Tecnología AGH.
Falleció el 1 de octubre de 1948 y fue enterrado en el cementerio Rakowicki de Cracovia.

## Honores
- Cruz de Comendador con Estrella de la Orden de Polonia Restituta (1938).[4]
- Cruz de Comandante de la Orden de Polonia Restituta (1928).[5]
- Cruz de Oficial de la Orden de Polonia Restituta (1921).[6]

## Galería

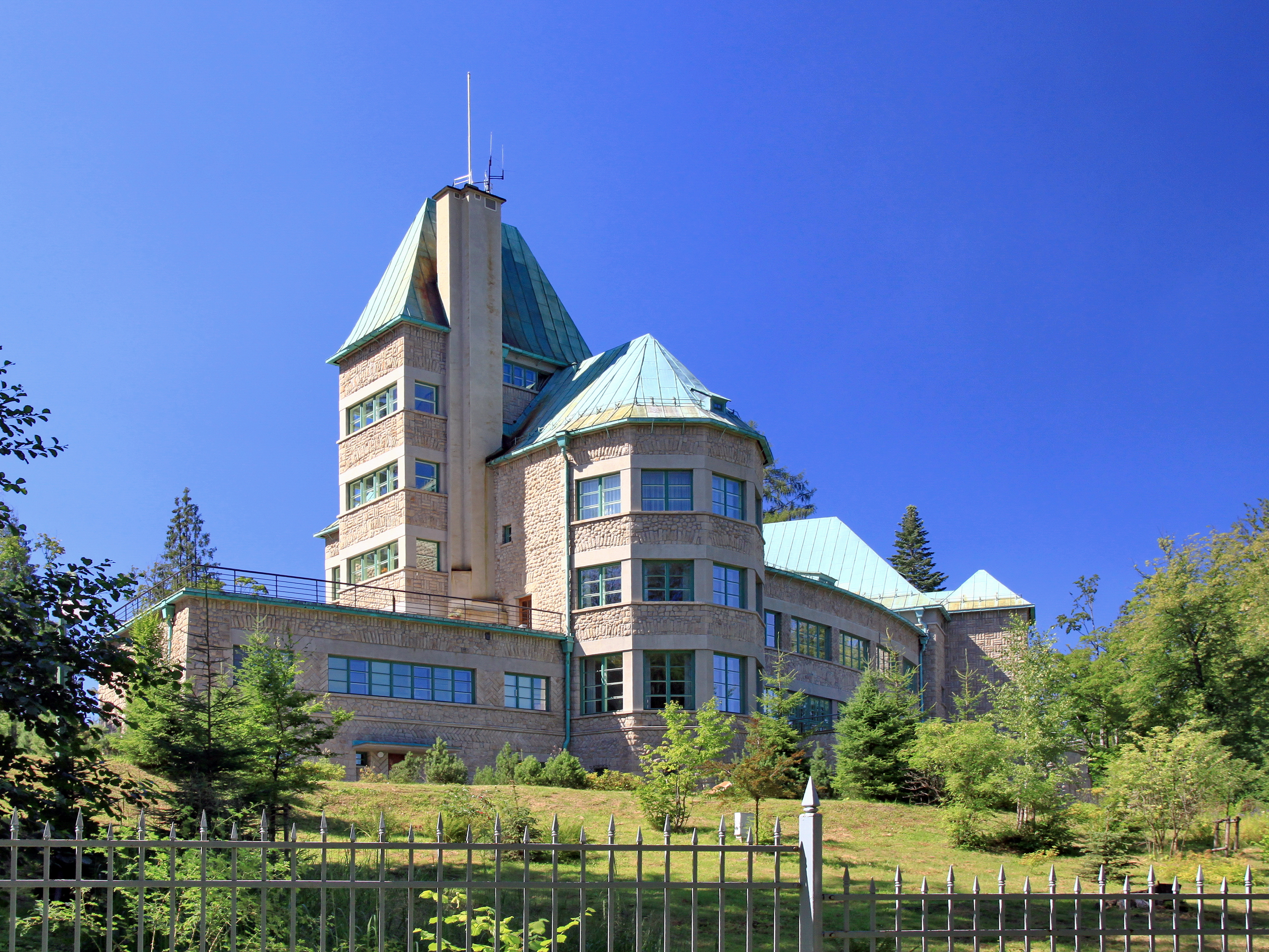
Castillo Presidencial, Wisła
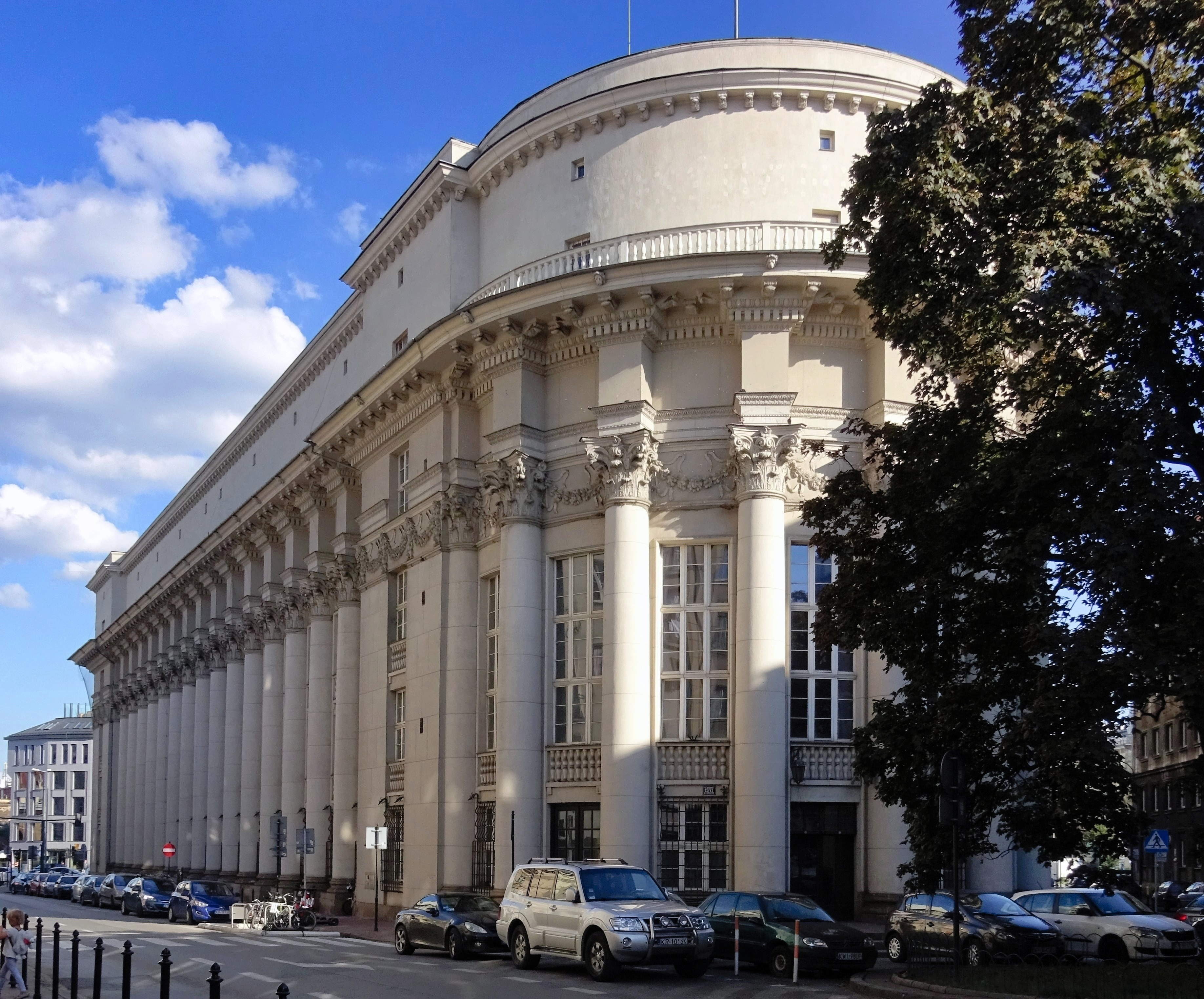
Edificio del PKO BP en la calle Wielopole, Cracovia
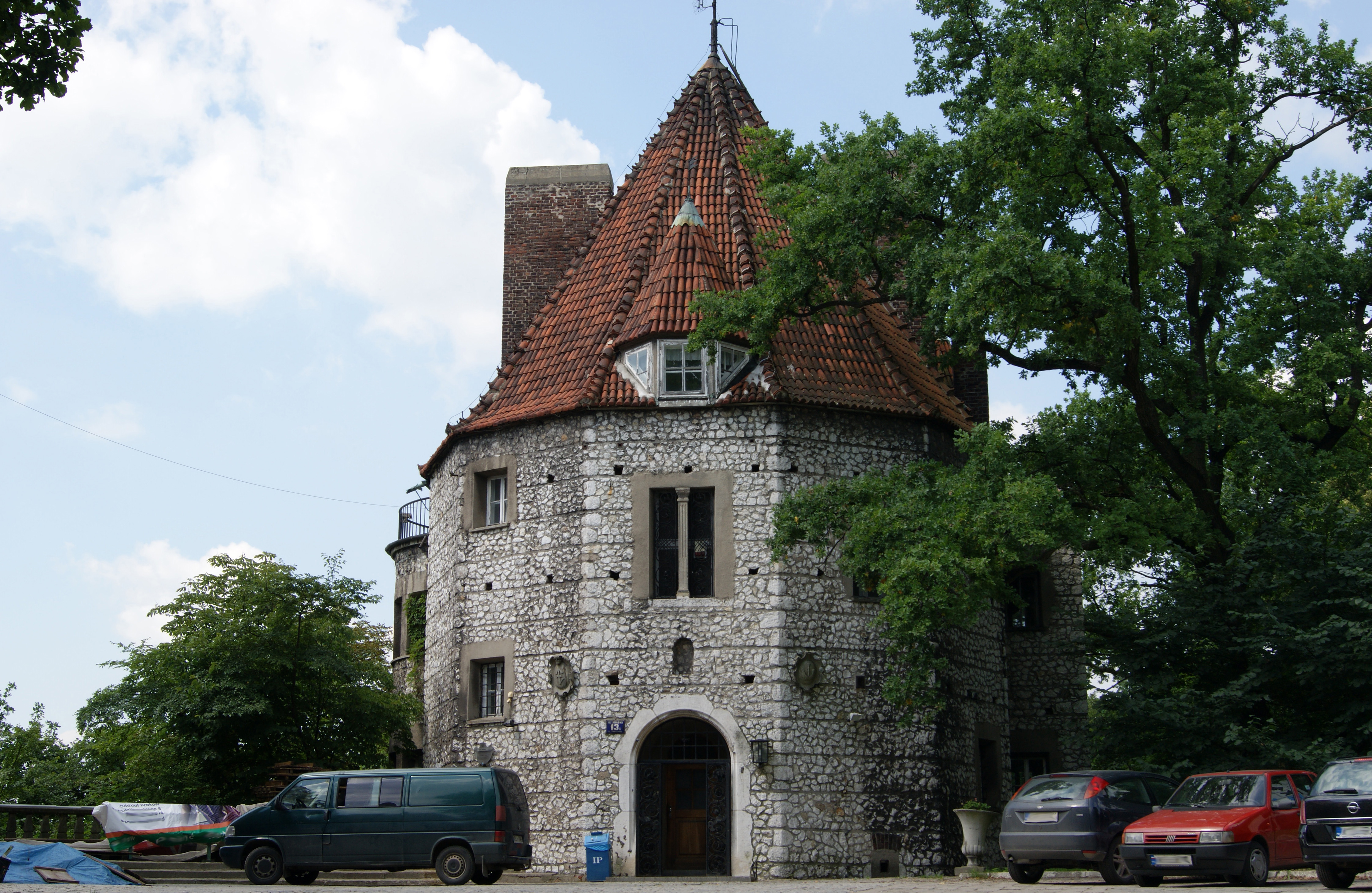
Baszta Villa, Cracovia
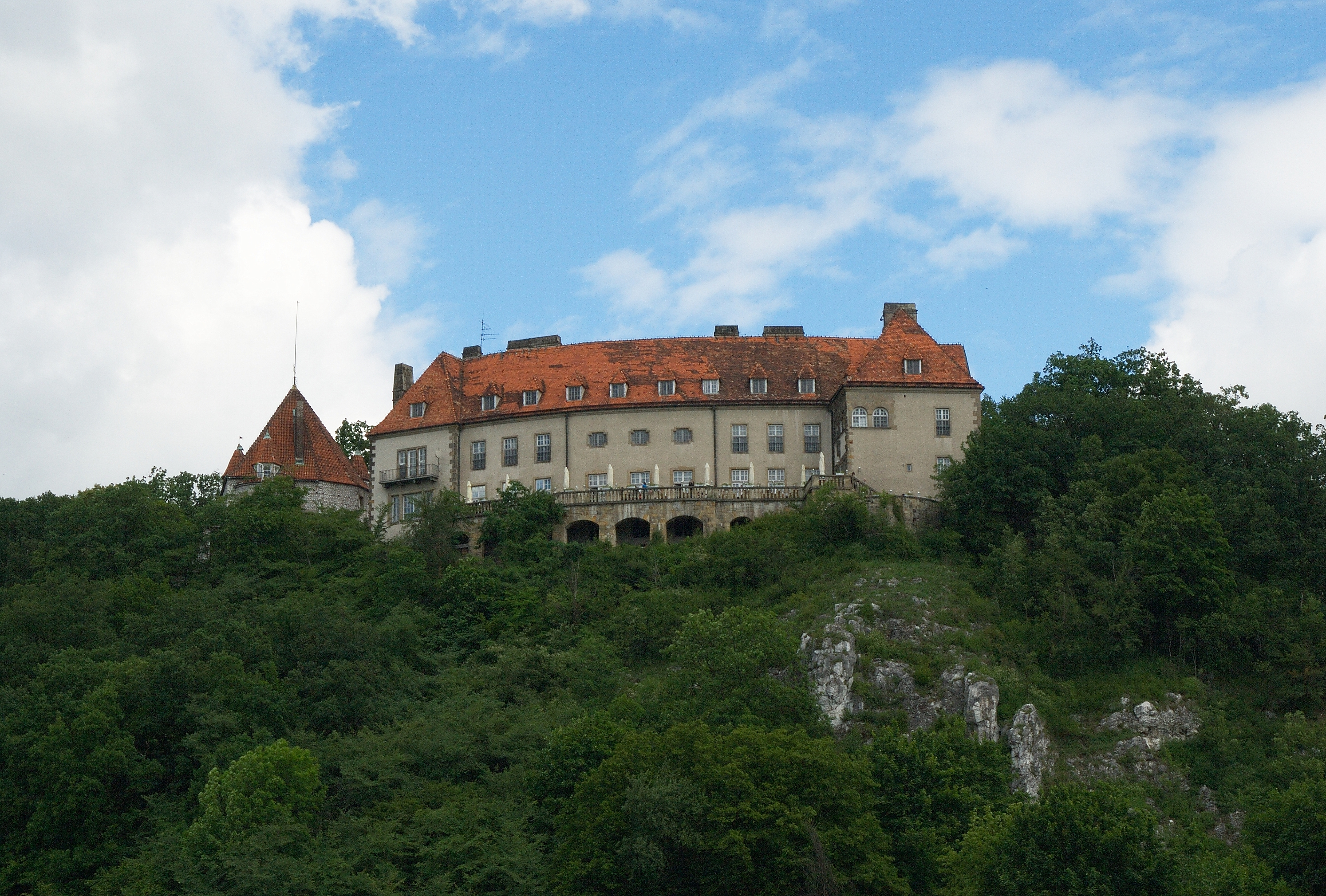
Castillo de Przegorzały
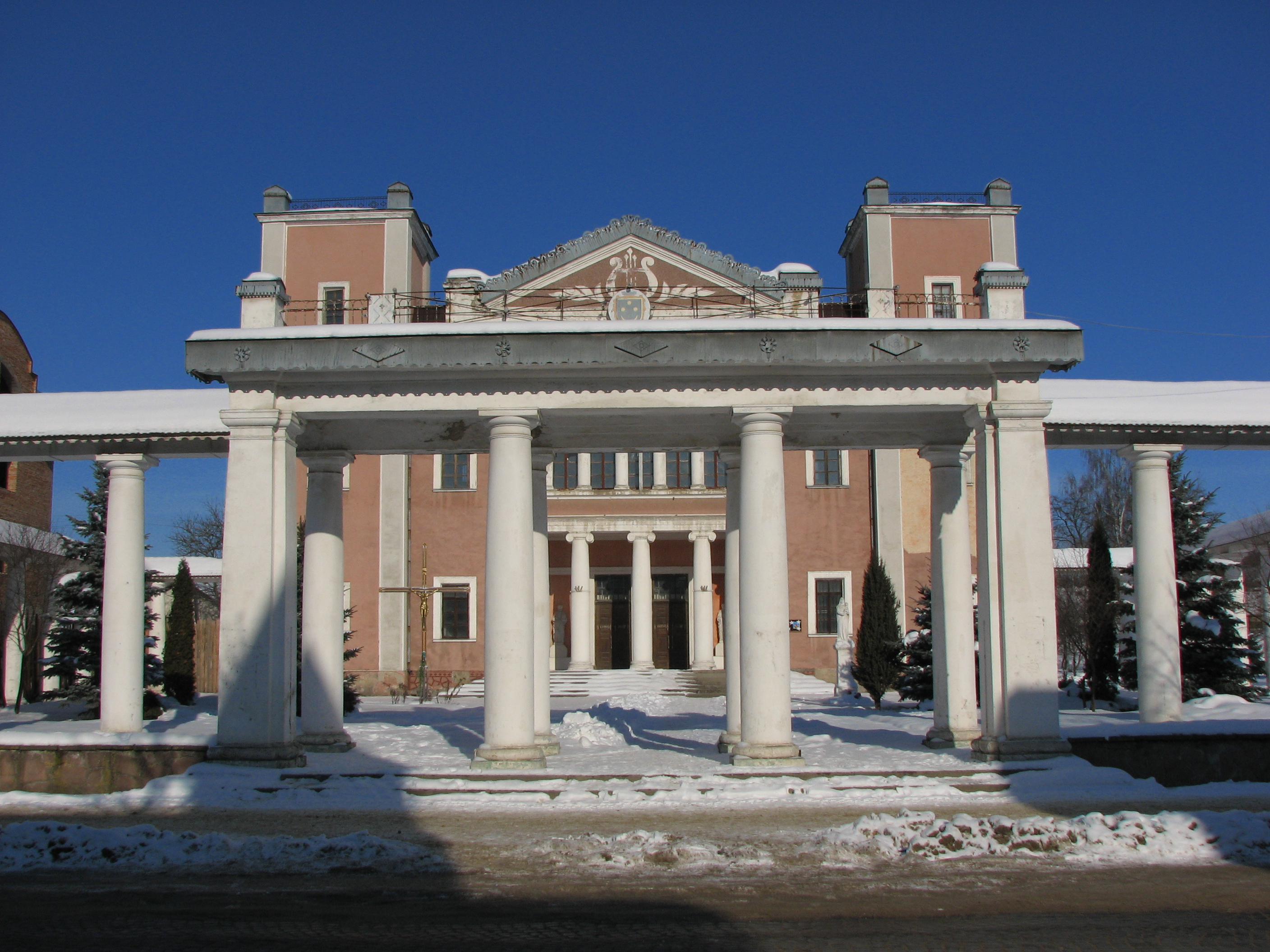
Iglesia de San Pedro y San Pablo, Terebovlia (Ucrania)
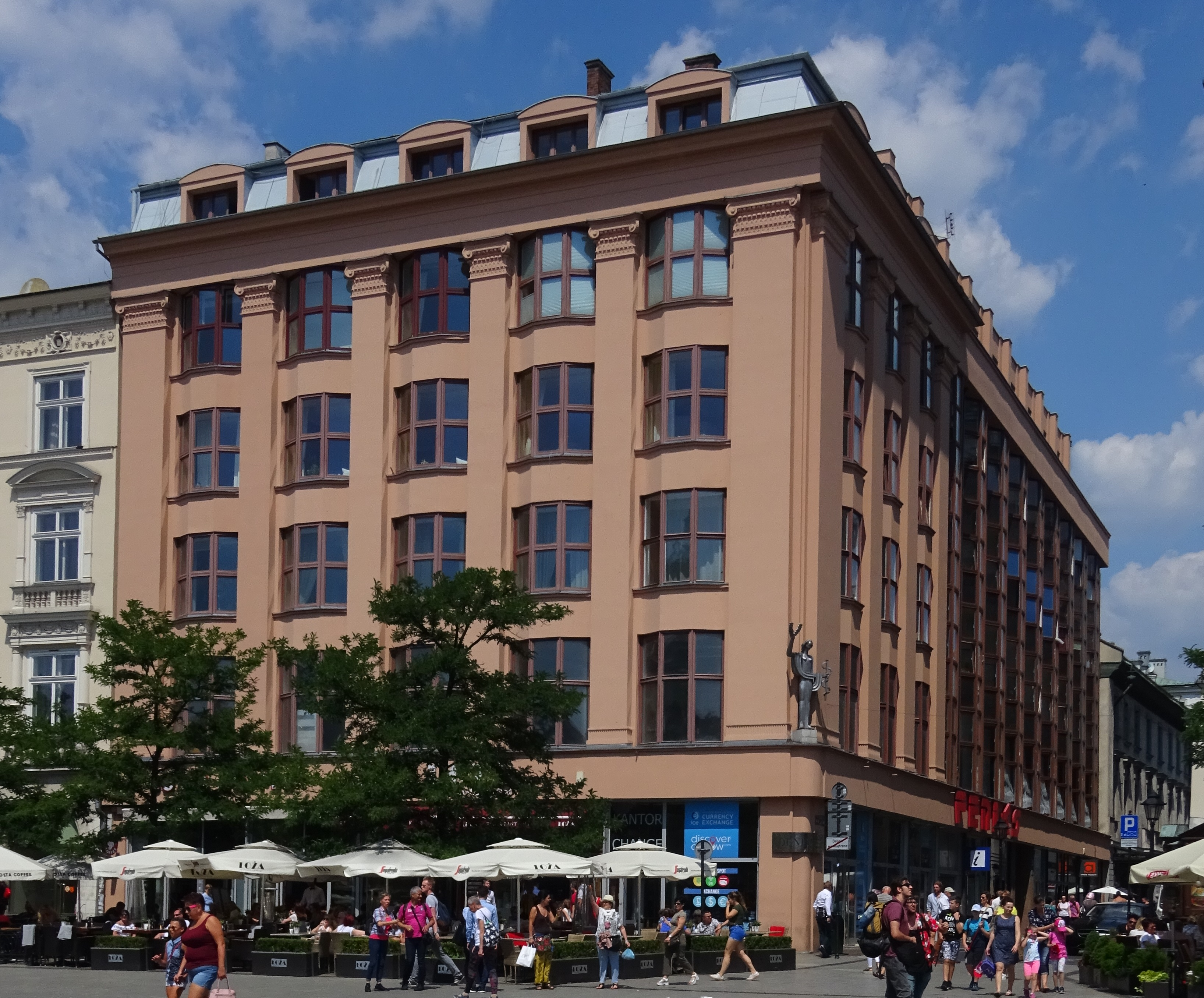
Casa Feniks, Cracovia
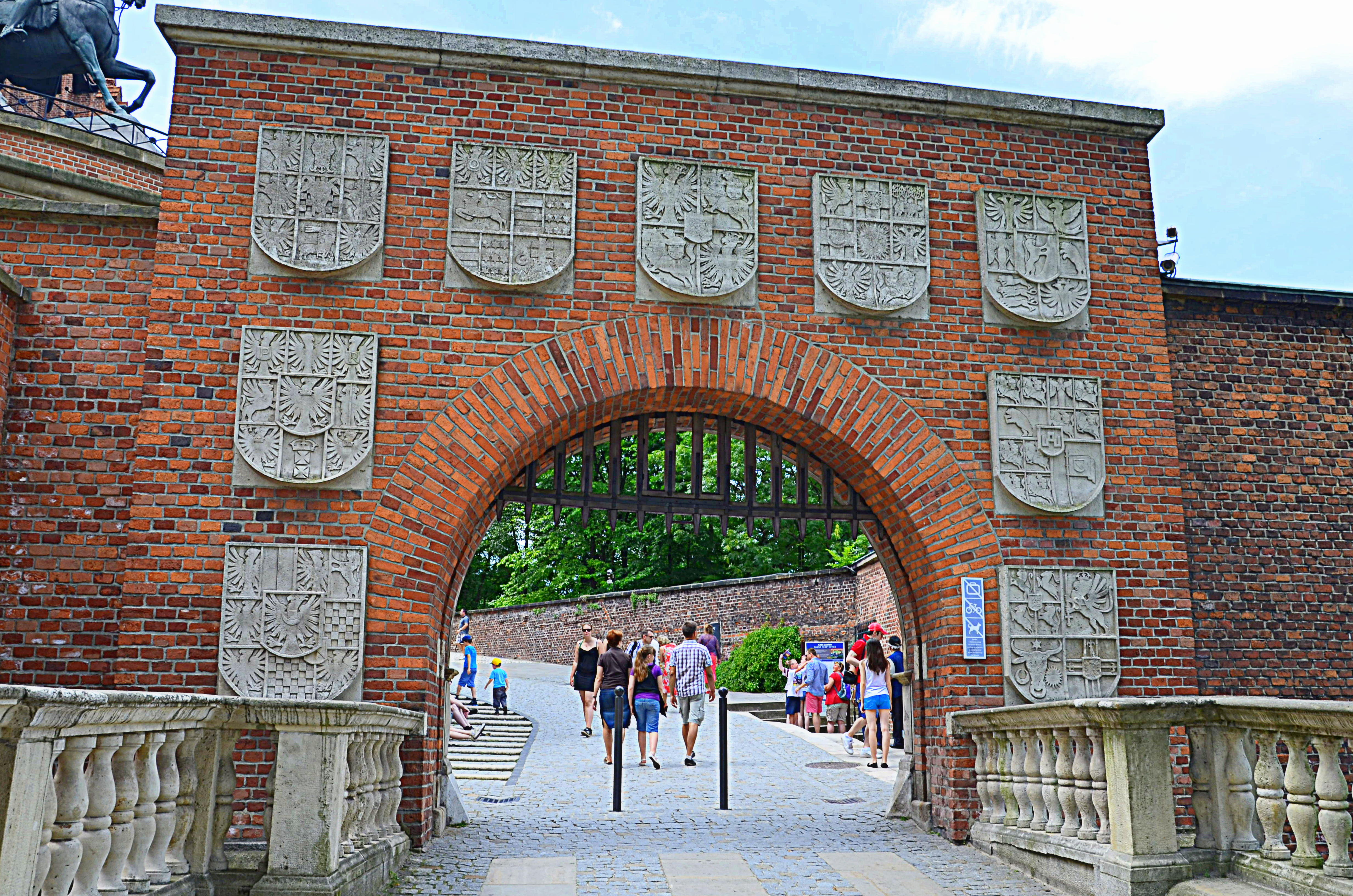
Puerta del escudo de armas del Castillo de Wawel, Cracovia
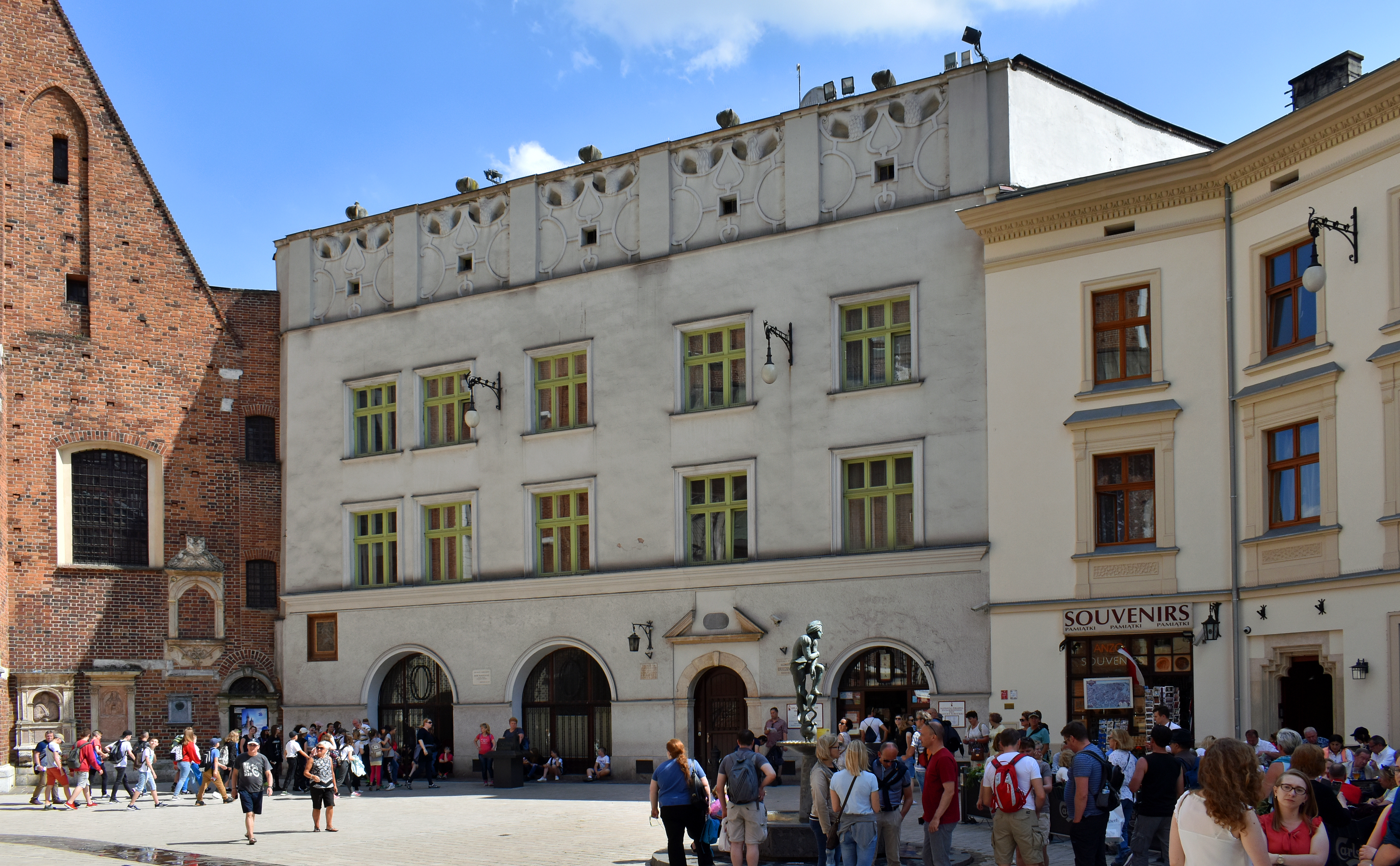
Casa de vecindad situada a un lado de la Plaza Mariacki en el Centro histórico de Cracovia